# Trofeo Binda 2025
Trofeo Binda 2025 – mit vollem Namen Trofeo Alfredo Binda – Comune di Cittiglio – Gran Premio Almar – war ein Straßenrennen für Frauen. Es fand am 16. März statt und war Teil der UCI Women’s WorldTour 2025.

## Teilnehmende Mannschaften
| UCI Women's WorldTeams (15)- Lidl-Trek - UAE Team ADQ - FDJ-Suez - Team SD Worx-Protime - Canyon//SRAM zondacrypto - Team Visma \| Lease a Bike - AG Insurance-Soudal Team - Ceratizit Pro Cycling Team - Fenix-Deceuninck - Human Powered Health - Liv AlUla Jayco - Movistar Team - Roland - Team Picnic PostNL - Uno-X Mobility UCI Women's ProTeams (3)- Cofidis Women Team - EF Education-Oatly - Laboral Kutxa-Fundación Euskadi UCI Women's Continental Teams (6)- Aromitalia 3T Vaiano - Bepink-Imatra-Bongioanni - Born to Win BTC City Ljubljana Zhiraf - Isolmant-Premac-Vittoria - Team Mendelspeck E-Work - Top Girls Fassa Bortolo |
| |

## Streckenführung
Der Start erfolgte in Luino am Ufer des Lago Maggiore. Nach einer Anfahrt durchs Val Travaglia wurde bei Brinzio der höchste Punkt des Parcours erreicht. Der finale Rundkurs um Cittiglio wurde sechsmal befahren und enthielt die Steigungen von Casale und Orino. Im Vergleich zum Vorjahr wurde eine Schleife nach Gavirate ausgelassen und dafür der Rundkurs einmal mehr befahren.

## Rennverlauf
Eine 14-köpfige, stark besetzte Ausreißergruppe mit Fahrerinnen wie Neve Bradbury, Antonia Niedermaier, Fem van Empel, Ella Wyllie oder Elizabeth Deignan erhielt vom Feld nicht viel Raum und wurde 50 Kilometer vor dem Ziel wieder eingeholt. Mehrere Mitglieder der Ausreißergruppe waren unterwegs durch einen unvorsichtigen Zuschauer zu Fall gebracht worden, darunter Thalita de Jong, die sich das Schlüsselbein brach. Danach gab es mehrere weitere kurzlebige Attacken, insbesondere Elisa Longo Borghini, Puck Pieterse und Demi Vollering waren auf der letzten Runde an mehreren Ausreißversuchen beteiligt, doch auf dem letzten Kilometer kam das Feld wieder zusammen. Den Sprint gewann Elisa Balsamo klar vor Kata Blanka Vas und der Nachwuchsfahrerin Cat Ferguson; Balsamo wiederholte damit ihren Erfolg aus dem Vorjahr. Pfeiffer Georgi, die ursprünglich als Fünfte ins Ziel gekommen war, wurde wegen ihres irregulären Sprints ans Ende der Spitzengruppe relegiert.
| \| Gesamtwertung \| Gesamtwertung \| Gesamtwertung \| Gesamtwertung \| Gesamtwertung \| \| Fahrerin \| Fahrerin \| Land \| Team \| Zeit \| \| ------------- \| ---------------------------- \| ---------------------- \| -------------------------- \| --------------- \| \| 1. \| Elisa Balsamo \| Italien \| Lidl-Trek \| 4 h 00 min 19 s \| \| 2. \| Kata Blanka Vas \| Ungarn \| SD Worx-Protime \| + 0 s \| \| 3. \| Cat Ferguson \| Vereinigtes Königreich \| Movistar Team \| + 0 s \| \| 4. \| Marianne Vos \| Niederlande \| Team Visma \\| Lease a Bike \| + 0 s \| \| 5. \| Letizia Paternoster \| Italien \| Liv AlUla Jayco \| + 0 s \| \| 6. \| Noemi Rüegg \| Schweiz \| EF Education-Oatly \| + 0 s \| \| 7. \| Puck Pieterse \| Niederlande \| Fenix-Deceuninck \| + 0 s \| \| 8. \| Monica Trinca Colonel \| Italien \| Liv AlUla Jayco \| + 0 s \| \| 9. \| Kimberley Le Court de Billot \| Mauritius \| AG Insurance-Soudal Team \| + 0 s \| \| 10. \| Elisa Longo Borghini \| Italien \| UAE Team ADQ \| + 0 s \| |                              |                        |                            |                 |
| |                              |                        |                            |                 |
| Quelle: ProCyclingStats |                              |                        |                            |                 |
| Gesamtwertung |                              |                        |                            |                 |
| Fahrerin | Fahrerin                     | Land                   | Team                       | Zeit            |
| 1. | Elisa Balsamo                | Italien                | Lidl-Trek                  | 4 h 00 min 19 s |
| 2. | Kata Blanka Vas              | Ungarn                 | SD Worx-Protime            | + 0 s           |
| 3. | Cat Ferguson                 | Vereinigtes Königreich | Movistar Team              | + 0 s           |
| 4. | Marianne Vos                 | Niederlande            | Team Visma \| Lease a Bike | + 0 s           |
| 5. | Letizia Paternoster          | Italien                | Liv AlUla Jayco            | + 0 s           |
| 6. | Noemi Rüegg                  | Schweiz                | EF Education-Oatly         | + 0 s           |
| 7. | Puck Pieterse                | Niederlande            | Fenix-Deceuninck           | + 0 s           |
| 8. | Monica Trinca Colonel        | Italien                | Liv AlUla Jayco            | + 0 s           |
| 9. | Kimberley Le Court de Billot | Mauritius              | AG Insurance-Soudal Team   | + 0 s           |
| 10. | Elisa Longo Borghini         | Italien                | UAE Team ADQ               | + 0 s           |